# Sama Sobě
"Sama Sobě" är en singel av den polska sångerskan Ewa Farna. Den släpptes den 15 september 2011 som den enda singeln från hennes andra tjeckiska livealbum 18 Live.

## Listplaceringar
| Lista (2011) | Topplacering |
| ------------ | ------------ |
| Tjeckien     | 15           |